# Megachile remigata
Megachile remigata är en biart som beskrevs av Joseph Vachal 1908. Megachile remigata ingår i släktet tapetserarbin, och familjen buksamlarbin. Inga underarter finns listade i Catalogue of Life.